# Samuel Prideaux Tregelles
Samuel Prideaux Tregelles (30 janvier 1813 à Wodehouse Place, Falmouth – mort d'une paralysie générale le 24 avril 1875 à Plymouth) est un théologien et bibliste hébraïsant anglais. Son édition bilingue du Nouveau testament constitue une évolution majeure par rapport au Textus Receptus.

## Biographie
Né dans une famille de Quakers, il rallie une congrégation des Frères de Plymouth avant de se faire Presbytérien. Il fait ses études secondaires au lycée classique de Falmouth de 1825 à 1828.
Comptable aux forges de Neath Abbey, dans le comté de Glamorgan, il passe ses loisirs à étudier le grec ancien, l’hébreu, l’araméen et le gallois. Son intérêt pour cette dernière langue est stimulé par son prosélytisme : il veut combattre l'athéisme et le catholicisme. Au mois d'avril 1839, Tregelles épouse la fille d'un banquier quaker de Plymouth, Sarah Anna Prideaux (née en 1807). Tregelles exerce ensuite comme précepteur à Falmouth, et est reçu docteur en droit de St. Andrews (1850). Vers cette époque, il est particulièrement choqué par la vogue du Mormonisme en Angleterre. Enfin, grâce à une pension royale (1862), il peut se consacrer à plein temps à ses études religieuses, jusqu'à ce qu'une paralysie lui interdise toute activité, en 1870.

## Œuvre
Convaincu de l'insuffisance du Textus Receptus, Tregelles décide, comme son émule prussien Lachmann, de restituer le texte grec du Nouveau Testament en se fondant sur les anciens manuscrits et les citations des Pères de l'Eglise. Il s’est fait d’abord connaître par son édition de l’Apocalypse en grec (Book of Revelation in Greek Edited from Ancient Authorities, 1844), où il annonce déjà son intention de réviser tout le texte du Nouveau Testament. En 1845, il part pour Rome afin de collationner le codex Vaticanus. Bien qu’il n’ait pas l’autorisation de recopier ce manuscrit, il en tire d’abondantes notes. De là, il poursuit ses recherches dans les bibliothèques et couvents de Florence, Modène, Venise, Munich et Bâle. De retour en Angleterre au mois de novembre 1846, il s'attaque aux manuscrits du British Museum. Tregelles visite par la suite Paris, Hambourg, Berlin (où il rencontre Lachmann), Leipzig (où il travaille avec Constantin von Tischendorf), Dresde, Wolfenbüttel et Utrecht.
La plupart de ses articles ont trait à sa grande édition critique du Nouveau Testament (1857–1872). Tregelles est membre de la commission de la Revised Version, dont le Nouveau Testament parait en 1881, six ans après sa mort.
Tregelles écrit plusieurs ouvrages consacrés à l’hébreu biblique : Heads of Hebrew Grammar (1852), une traduction du dictionnaire hébreu-latin de Gesenius (1846, 1857). Il consacre une monographie au Jansénisme (1851), un essai sur son interprétation eschatologique du Livre de Daniel (Remarks on the Prophetic Visions of Daniel, 1852, rééd. 1864) et un autre à la parousie (The Hope of Christ's Second Coming, 1864). Comme son cousin par alliance Benjamin Wills Newton, qui finance la publication de ses livres, Tregelles est un post-tribulationiste.
Un de se collègues dit de Tregelles qu’il est « capable d'expliquer n'importe quel point qu'on lui présentait », mais qu'il était risqué de lui poser une question car « c'était comme tendre la main pour attraper un livre et voir toute l’étagère vous tomber dessus. » Malgré son érudition, Tregelles est un croyant enthousiaste : il compose plusieurs hymnes, aujourd’hui largement oubliés. Les premiers sont publiés dans le recueil Hymns for the Poor of the Flock des Plymouth Brethren (1838).